# Grön eld
A Grön eld (Zöld tűz) nevű üvegszobor a svédországi Umeå Központi Pályaudvara előtt áll. A szobrot Vicke Lindstrand készítette és 1970-es felavatásakor a világ legmagasabb üvegszobra volt.

## Története
Sven Wallander, a HSB nevű befektetési és építőipari szövetség elnöke rendelte meg a szobor készítését, miután látta Vicke Lindstrand Prisma nevű üvegszobrát Norrköpingben. A HSB a szobrot Umeå városnak adományozta, amely a felállítás költségeit fedezte.
Lennart Johansson, az egyik 1970-es építőmunkás 2013 decemberében a sajtónak azt nyilatkozta, hogy a munka közben elrejtette Mao Ce-tung képét az egyik lángban.

## A szobor
A szobor három csavarodó üvegoszlopból áll, melyek felfelé keskenyednek. Az üvegoszlopokat háromezer darab kilenc milliméter vékony üveglemez alkotja, melyeket a svéd Emmaboda üveggyár készített. A darabokat epoxy ragasztóval erősítették össze annak érdekében, hogy az alkotás megbirkózzon a zord éghajlattal.
A kilenc méter magas szobor 45 tonnát nyom és cölöpalapozással megerősített nehéz beton lábazaton áll.

## Fordítás
- Ez a szócikk részben vagy egészben  a   Grön eld, Umeå című angol Wikipédia-szócikk ezen változatának fordításán alapul.  Az eredeti cikk szerkesztőit annak laptörténete sorolja fel. Ez a jelzés csupán a megfogalmazás eredetét és a szerzői jogokat jelzi, nem szolgál a cikkben szereplő információk forrásmegjelöléseként.